# Jerry Douglas (gitarist)
Gerald Calvin "Jerry" Douglas (Warren, 28 mei 1956) is een Amerikaanse dobro- en lapsteelgitarist en producer. Hij wordt algemeen beschouwd als een van de beste dobrospelers in de hedendaagse muziek. Als veertienvoudig Grammy-winnaar wordt hij door The New York Times een hedendaagse meestervirtuoos op de dobro genoemd, en behoort hij tot de meest innovatieve musici, zowel als soloartiest als lid van talloze bands, waaronder Alison Krauss and the Union Station en The Earls of Leicester. Sinds 1998 is hij mededirecteur van Transatlantic Sessions, een reeks muziekproducties van het in Glasgow gevestigde Pelicula Films Ltd, gefinancierd door en geproduceerd voor BBC Scotland, BBC Four en RTÉ uit Ierland.
Douglas werd vergeleken met virtuozen als Béla Fleck en David Grisman.

## Jeugd
Douglas werd in 1956 geboren in Warren in Ohio. Hij werd op achtjarige leeftijd door zijn vader, een bluegrassmuzikant, aangemoedigd om op steelgitaar te spelen. In zijn tienerjaren maakte Douglas al deel uit van de band van zijn vader. Zijn spel werd vooral beïnvloed door Josh Graves, die de resonatorgitaar introduceerde bij Flatt and Scruggs' Foggy Mountain Boys. Douglas werd op een festival ontdekt door de Country Gentlemen, die hem de rest van de zomer meenamen op tournee en later met hem in de studio opnamen. Van daaruit vestigde Douglas zich daara als een veelgevraagd sessiemuzikant.

## Carrière
Douglas bracht in 1979 zijn debuutalbum Fluxology uit op Rounder Records; hij volgde het drie jaar later op met Fluxedo, dat net als zijn voorganger relatief dicht bij de traditionele (zij het soms jazzy) bluegrass bleef.
In totaal heeft Douglas een twaalftal solo-albums uitgebracht, voornamelijk op Rounder Records en MCA. Als begeleider heeft hij op meer dan 1.600 albums gespeeld, waaronder die van Garth Brooks, Ray Charles, Eric Clapton, Phish, Dolly Parton, Susan Ashton, Paul Simon, Mumford & Sons, Keb' Mo', Ricky Skaggs, Elvis Costello, Tommy Emmanuel, James Taylor en Johnny Mathis. Hij heeft samengewerkt met verschillende groepen, waaronder The Whites, New South, The Country Gentlemen, Strength in Numbers en Elvis Costello's "Sugar Canes".

### Groovegrass
Van 1996 tot 1998 was Douglas lid van The GrooveGrass Boyz, een all-star-project dat bluegrass combineert met klassieke funk. Groovegrass was het geesteskind van de Bostonse sessiemuzikant Scott Rouse, een oude bluegrass-fan die voor het eerst begon te experimenteren met dansmixen op bluegrass.

### Alison Kraus & Union Station
In 1998 werd Jerry Douglas de vervanger van banjospeler Adam Steffey in Alison Krauss & Union Station. Hij is te horen in de film O Brother, Where Art Thou? van Joel en Ethan Coen uit 2000 en op de soundtrack ervan, waar hij meespeelde in de fictieve band "The Soggy Bottom Boys". Hij speelde mee in de daaropvolgende "Down From the Mountain"-tour met Alison Krauss & The Union Station.
In 2024 touren Alison Kraus & Union Station gezamenlijk met Willie Nelson and Family door de VS, op meerdere dagen bijgestaan door onder anderen Kacey Musgraves, Jason Isbell, The Wild Feathers and The Devil Makes Three.

### Earls of Leicester
In 2014 verscheen de eerste release van het eponieme album van de Earls of Leicester, een groep samengesteld door Douglas om hulde te brengen aan de muziek van zijn grootste helden, Lester Flatt, Earl Scruggs en de Foggy Mountain Boys. Naast Douglas bestond The Earls of Leicester uit gitarist en zanger Shawn Camp, banjospeler Charlie Cushman, Hot Rize-oprichter en mandolinespeler Tim O'Brien, violist Johnny Warren en oud Alison Krauss-sideman en bassist Barry Bales. Op hun tweede album Rattle & Roar uit 2016 is Tim O'Brien vervangen door Jeff White.
AllMusic vindt dat ondanks de virtuositeit van de individuele groepsleden het probleem van de albums is, dat je net zo goed naar de originelen kunt luisteren. Ondanks dat won het sextet een Grammy Award in de categorie "Best Bluegrass Album".

### The Jerry Douglas Band
De Jerry Douglas Band maakte in 2017 zijn opnamedebuut met het album What If, een versmelting van bluegrass en postbop. De band kwam tot stand toen bassist Daniel Kimbro Jerry Douglas met drummer Doug Belote en violist Christian Sedelmyer voorstelde aan gitarist Mike Seal, trompettist Vance Thompson en saxofonist Jamel Mitchell (neef van producer Willie Mitchell en zoon van James), een van de originele leden van de Memphis-Horns. Het radicaal herbewerken van de nummers die hij eerder in zijn carrière had opgenomen - "Caveman Bop", "Hey Joe" en "Unfolding" - samen met nieuwe originelen en covers, waaronder Tom Waits "2:19". What If werd in augustus 2017 door Rounder Records uitgebracht tijdens de nationale tour van de band. Het album werd genomineerd voor een Grammy Award in de categorie "Best Contemporary Instrumental Album".
Douglas en zijn groep fungeerden als begeleidingsband voor John Hiatt op het album Leftover Feelings uit 2021.

## Discografie
- Bibliothèque nationale de France: cb14061849r (data)
- Gemeinsame Normdatei: 134581172
- International Standard Name Identifier: 0000 0001 1470 3186
- Library of Congress Control Number: n80130845
- MusicBrainz: f94a59be-8e2f-456b-9ccb-e742048c6654
- Nationale Bibliotheek van Tsjechië: xx0133285
- Nederlandse Thesaurus van Auteursnamen: 097287466
- Virtual International Authority File: 32201931
- WorldCat: E39PBJth6yBKcvfdqHmJkTcdcP